# 小浜宿

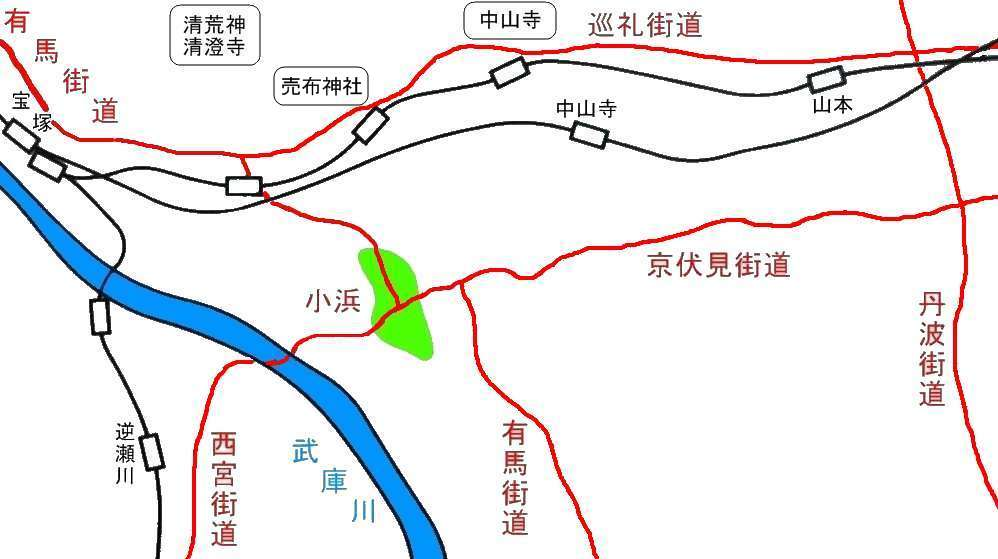
小浜宿の地図

小浜宿（こはまじゅく）は、有馬街道の宿場の一つ。江戸時代の摂津国川辺郡小浜町、現在の兵庫県宝塚市小浜にあった。京伏見街道、西宮街道も通り、交通の要衝であった。

## 沿革
小浜は伊丹台地の西端に位置し、平安時代に周辺が陸化するまで瀬戸内海が深く入り込む浜であった。9世紀に国府が置かれ、総社・売布神社が創設される。
15世紀末、覚如の末裔である一向宗（浄土真宗）の善秀が小浜荘を開き毫摂寺を建立。その際、周囲三方を大堀川が迂回する地形を利用して小浜を城塞化、寺内町として一向宗勢力の拠点となり、戦国大名や織田信長の一向一揆弾圧に備えた。信長が、荒木村重を伊丹城に攻めた（有岡城の戦い）際には、信長方に付いて難を逃れている。
その後、有馬などの街道が通る交通の要衝としての地位を確立する。豊臣秀吉や秀次も有馬湯治の際に立ち寄ったが、秀次が毫摂寺の娘を側室にしたことから、秀次失脚の折、焼き打ちにあってしまう。
復興した小浜は、その後江戸幕府からも重視され、小浜宿が成立して発展。脇本陣や旅篭、木賃宿、商家、馬借が林立した。また、名水「玉の井」を使用した酒造「小浜流」が発達。摂津国鴻池村にて酒造業を起こしていた山中幸元（鴻池新六）の長男山中清直が、慶長19年（1614年）に分家し、小浜宿の「扇屋」を買収し酒造業を営んだ。灘五郷に先立つ大酒造業地となり、小浜の酒は江戸詰めの大名諸侯はじめ全国に知れ渡ったが、18世紀から次第に灘五郷へ譲渡されてほぼ消滅する。1723年には大工の集団「小浜組」が結成、大工の町としても知られるようになる。

### 寺内町
小浜は、南西北の三方を迂回する大堀川に加えて東側に溜池を掘り、周囲に土塁を廻らして防御性を高めた城塞寺内町であった。街道ごとの三方には門を構え、東門は京伏見街道、北門は有馬街道、南門は西宮街道に通じていた。南北750m・東西400mの総構えで、小浜城とも呼ばれる。

### 旧街道
有馬街道大阪 - 伊丹 - 小浜 - 生瀬 - 有馬
京伏見街道京・伏見 - 山崎 - 郡山 - 瀬川 - 加茂 - 口谷 - 小浜
西宮街道（馬街道）西宮 - 伊孑志 - 小浜

## 旧跡・みどころ

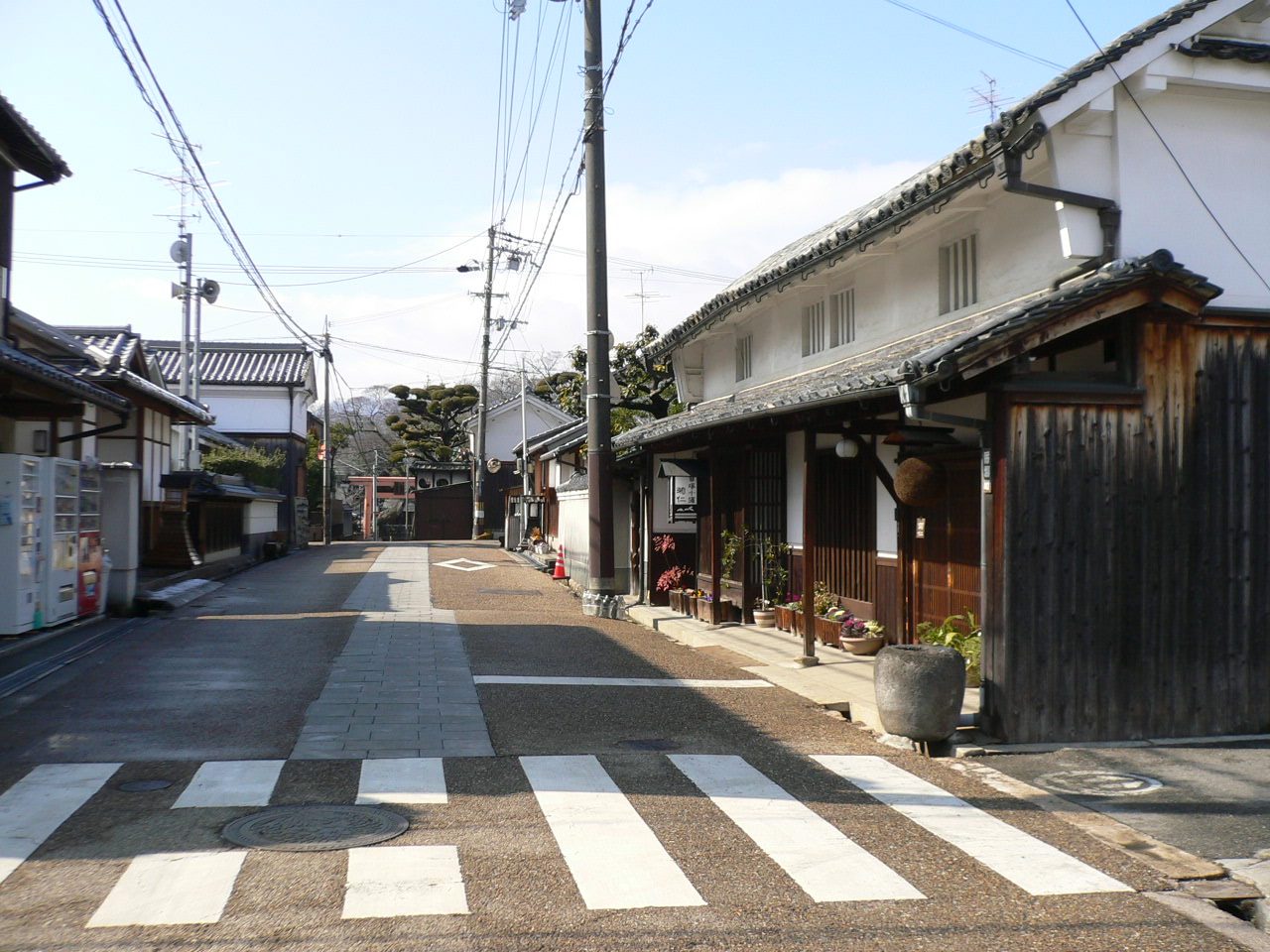
右：井川家住宅
左：宝塚市立小浜宿資料館
正面奥：小浜皇大神社

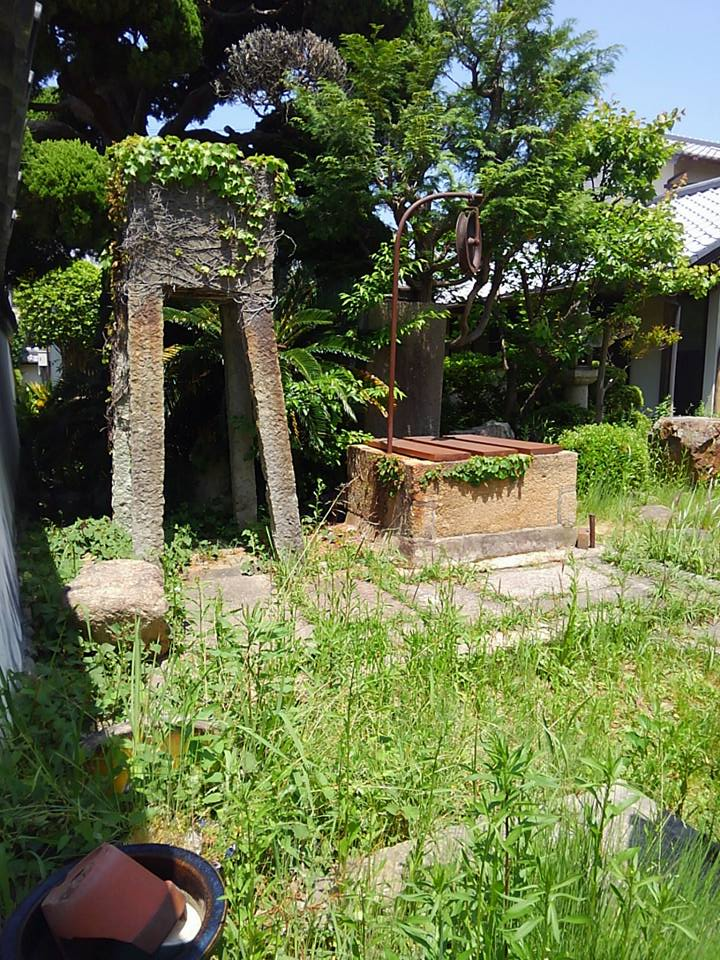
宝塚市小浜　小浜宿資料館にある玉の井

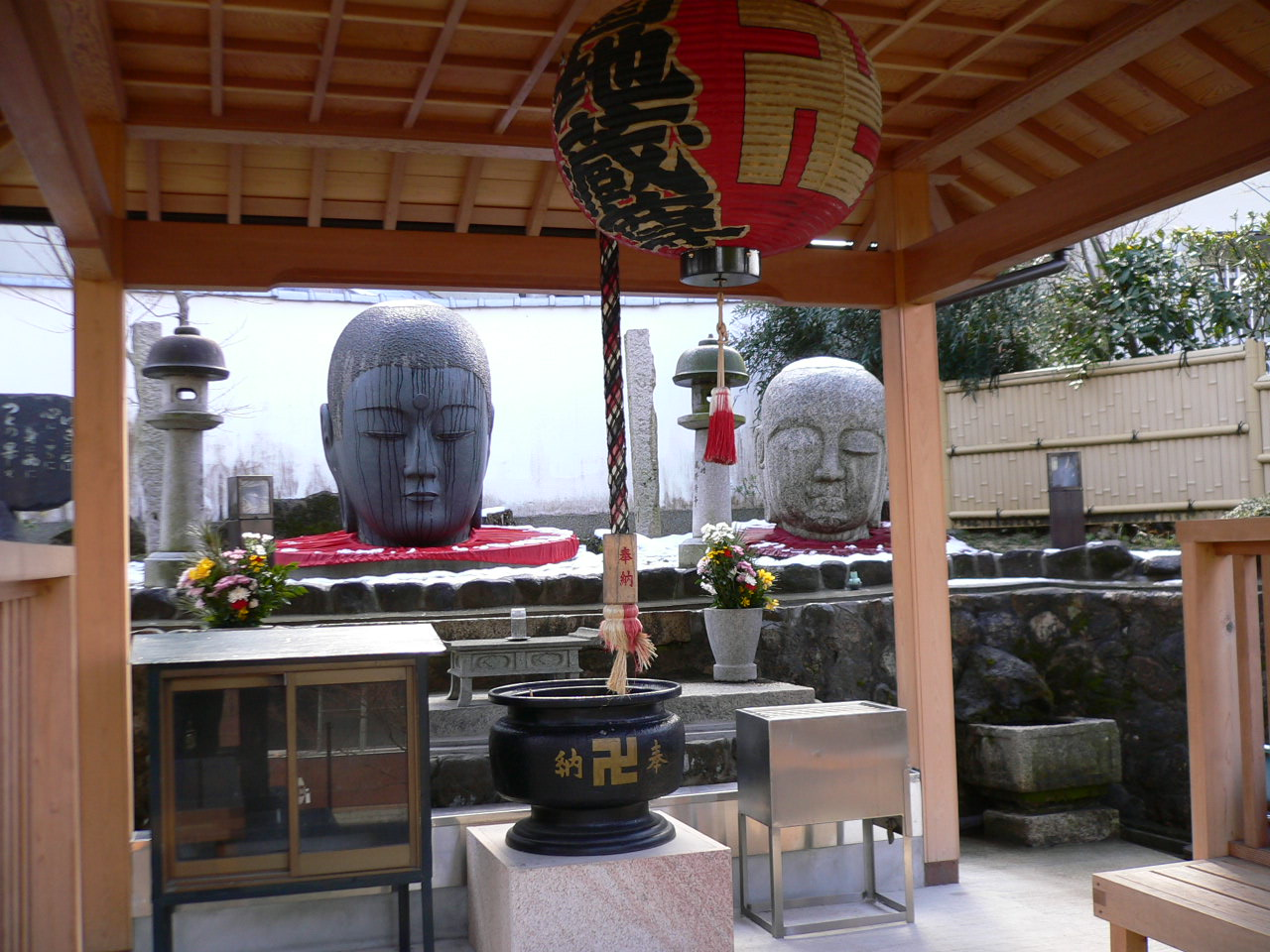
首地蔵

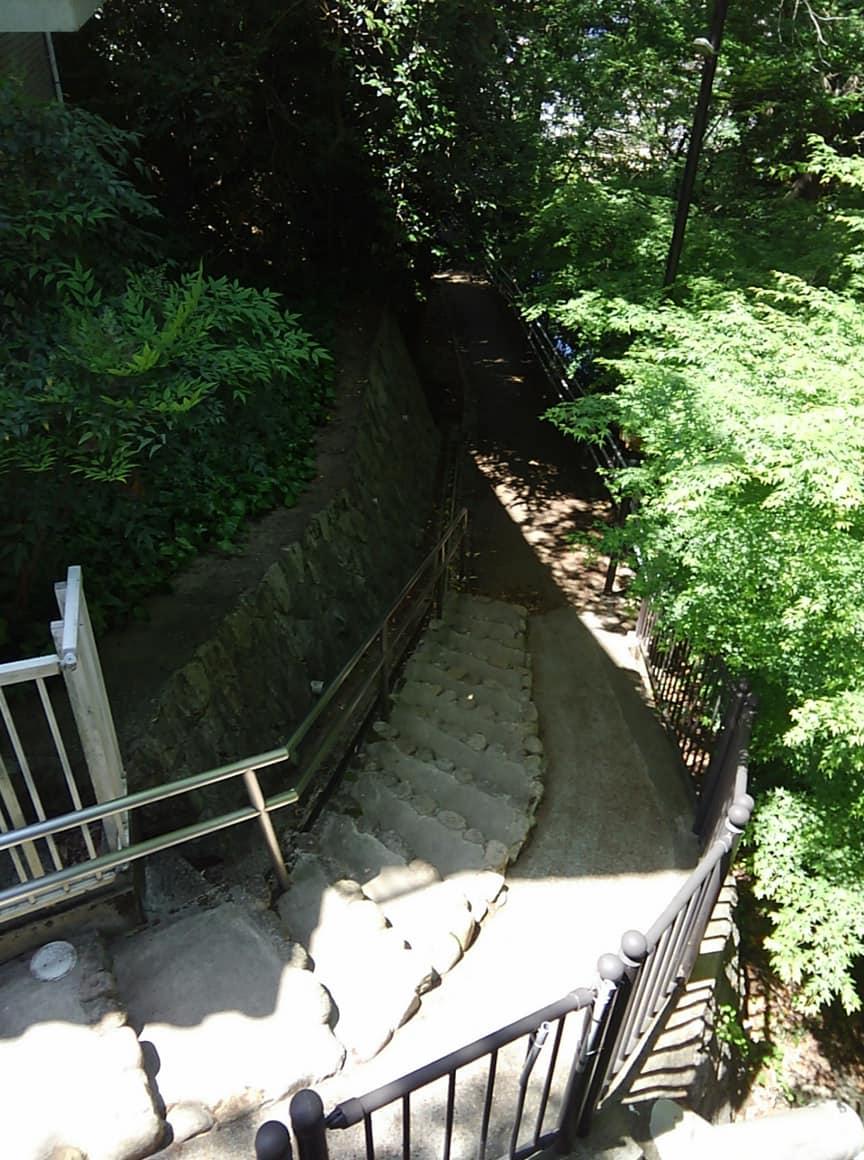
宝塚市小浜　小浜宿の北門すぐのいわし坂

毫摂寺
「小浜御坊」と呼ばれた、小浜の中核寺院。
宝塚市立小浜宿資料館
名水「玉の井」が残る旧山中家住宅が阪神・淡路大震災で半壊、1999年資料館として復旧される。
玉の井
古来より水の澄んだ井戸を玉の井とよんでいた。能楽「玉の井」にもその名が使われている。1589年、豊臣秀吉が有馬山温泉におもむいた時、伴にしていた千利休と共に小浜宿にて休息し、この井戸の水で茶をたてさせた。その際に、故事にならって、この井戸を「玉の井」と題した。
宝塚市立小浜工房館（とんかち館）
大工の町・小浜の紹介施設。
井川家住宅
江戸時代初期から残る、清酒「菊仁」の造酒屋。
小浜皇大神社
小浜の産土神。祭事にだんじり祭と小浜戎。2006年本殿は兵庫県登録有形文化財に第一号登録される。
いわし坂
北門を有馬街道へ出た道。現在は国府橋がある。瀬戸内海の浜であった時代、鰯を荷揚げしたと伝えられる。
和田家住宅
いわし坂の北にある、宝塚市最古の住宅。宝塚市指定文化財。
首地蔵
南門を西宮街道へ出た道にある、首だけの大地蔵。由来は諸説ある。1975年に新しい首地蔵も安置された。
小浜宿まつり
毎年4月第一土曜日・日曜日に開催。